# Сосонье (Псковская область)
Сосонье — деревня в центральной части Порховского района Псковской области. Входит в состав сельского поселения «Туготинская волость».
Расположена в 15 км к юго-западу от города Порхов; в 2 км к югу от деревни Хилово и в 1 км к северу от волостного центра, деревни Туготино. Через деревню проходит железная дорога (участок Псков — Порхов — Дно). Железнодорожная станция Сосынье.
Численность населения составляет 40 жителей (2000 год).